# Fontaine d'Anna Perenna
La fontaine d'Anna Perenna est une fontaine votive située à Rome, datant du IVe siècle av. J.-C.; dédiée au culte de la divinité romaine Anna Perenna, elle a été utilisée jusqu'au VIe siècle et retrouvée en 1999.
Sa découverte a permis de localiser avec certitude l'emplacement original du bois sacré d'Anna Perenna, mentionné par Ovide dans les Fastes. Les objets trouvés sur son site témoignent aussi d'une quantité exceptionnelle de pratiques magiques, qui ont duré plusieurs siècles.
Les objets trouvés dans la citerne adjacente à la fontaine sont exposés au Musée national romain des thermes de Dioclétien dans une tentative de reconstruction du cadre des activités magiques.

## Description
La fontaine, de forme rectangulaire et construite en blocs de tuf et en briques, a été retrouvée à la suite de fouilles effectuées à une profondeur comprise entre 6,2 m et 10,3 m sous le niveau du sol. Un autel orne son frontispice, et l'inscription latine qui s'y trouve permet d'attribuer la structure au culte de la déesse: NYMPHIS SACRATIS ANNAE PERENNAE (« Aux Nymphes sacrées d'Anna Perenna »).
À l'arrière de la fontaine se trouve une citerne rectangulaire dans laquelle coulait l'eau de source; ses dimensions originales ne sont pas connues, car elle a été endommagée lors des travaux de construction du parking souterrain. De nombreux objets ont été trouvés à l'intérieur de la citerne; ils sont les restes de rituels magiques associés au culte de la déesse.

## Trouvailles
La fontaine a été découverte en 1999 lors des travaux de construction d'un parking dans le quartier Parioli à Rome, à l'angle de la via Guidubaldo del Monte et de la piazza Euclide. À l'intérieur de la citerne attachée à la fontaine, de nombreux objets de nature différente ont été retrouvés ; ils ont été préservés par la couche de limon déposée au fond de la citerne au fil des siècles. Les objets trouvés sont nombreux et variés : 549 pièces de monnaie, 74 lampes, 9 conteneurs en plomb, certains contenant des statuettes anthropomorphes, 3 cruches en céramique, un chaudron en cuivre (caccabus), des tablettes de malédiction gravées (defixiones). La découverte de quelques pommes de pin et de coquilles d'œuf a été interprétée comme une pratique de divination. Bien qu'il soit difficile de procéder à une datation exacte de toutes les trouvailles, elles témoignent à la fois de l'usage religieux du site mais surtout des rites magiques qui s'y sont déroulés au nom de la divinité, notamment à la fin de l'antiquité, jusqu'à l'abandon de la fontaine, vers le VIe siècle.
La découverte d'un chaudron en cuivre laisse penser que des potions magiques ont été préparées sur le site. D'un intérêt particulier est la découverte de lamelles de plomb gravées avec des malédictions contre les ennemis et les amants, dont certaines se trouvaient également à l'intérieur des lampes. Une autre découverte remarquable est celle de statuettes anthropomorphes couvertes de cire et de farine conservées à l'intérieur de conteneurs en plomb insérés l'un dans l'autre.
Le fait que parmi les nombreuses pièces trouvées; aucune n'est antérieure à l'époque d'Auguste pourrait être justifié par un entretien et un nettoyage périodiques de la citerne ou par une restauration qui a eu lieu à l'époque impériale.

## Images

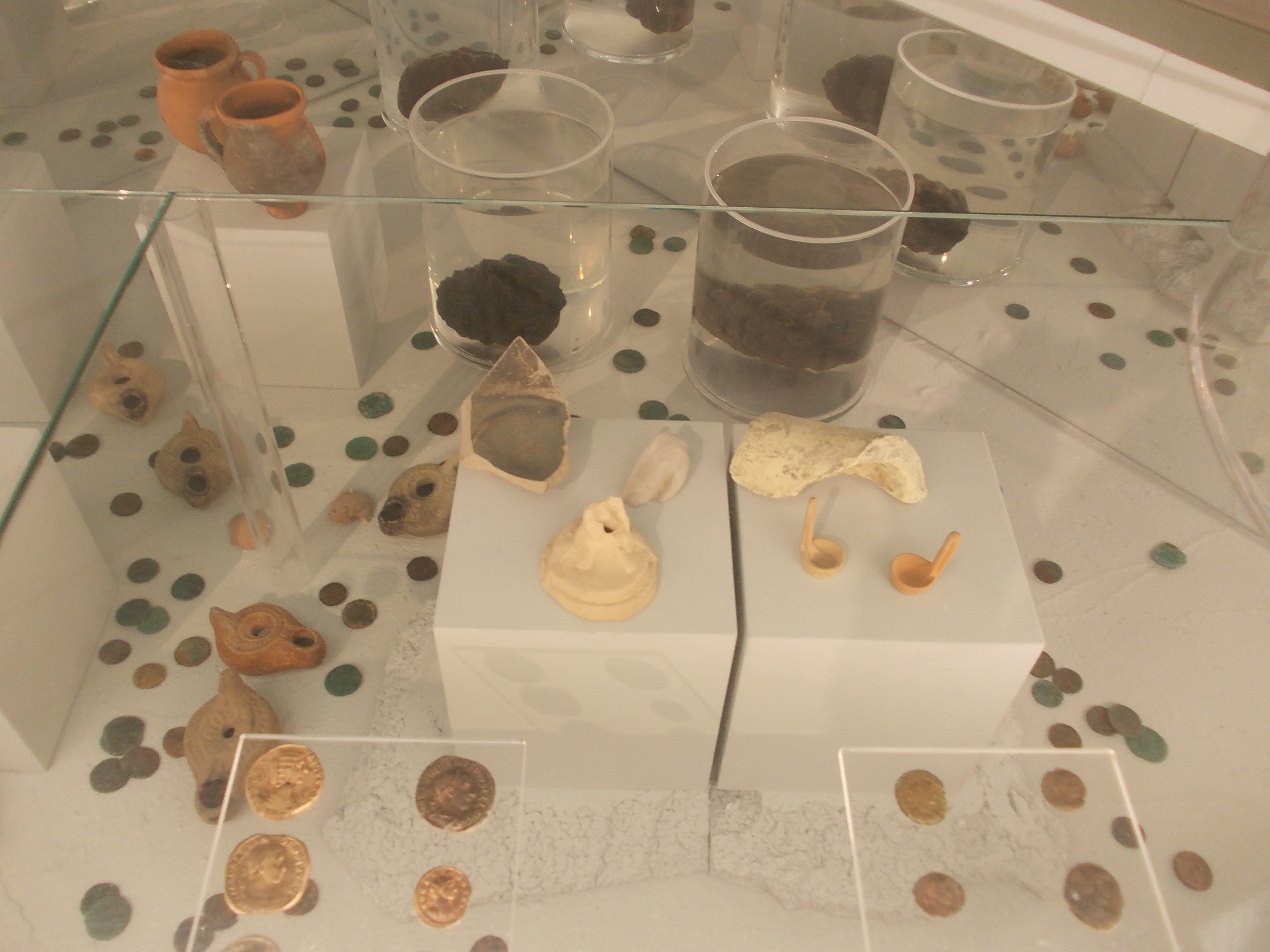
Objets trouvés près de la fontaine d'Anna Perenna et exposés au Musée des thermes de Dioclétien.
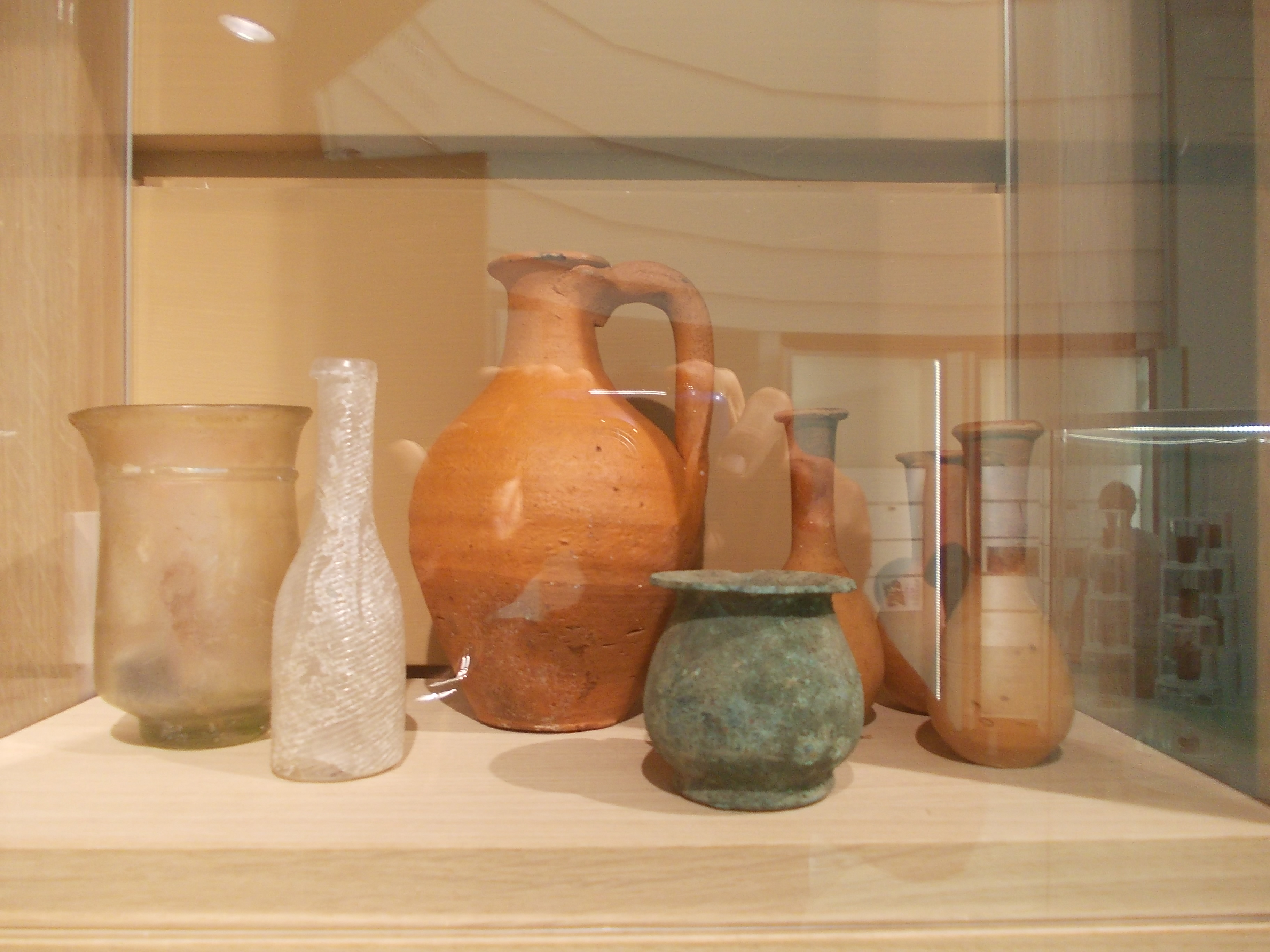
Vases liés à des pratiques magiques, trouvés près de la fontaine d'Anna Perenna.
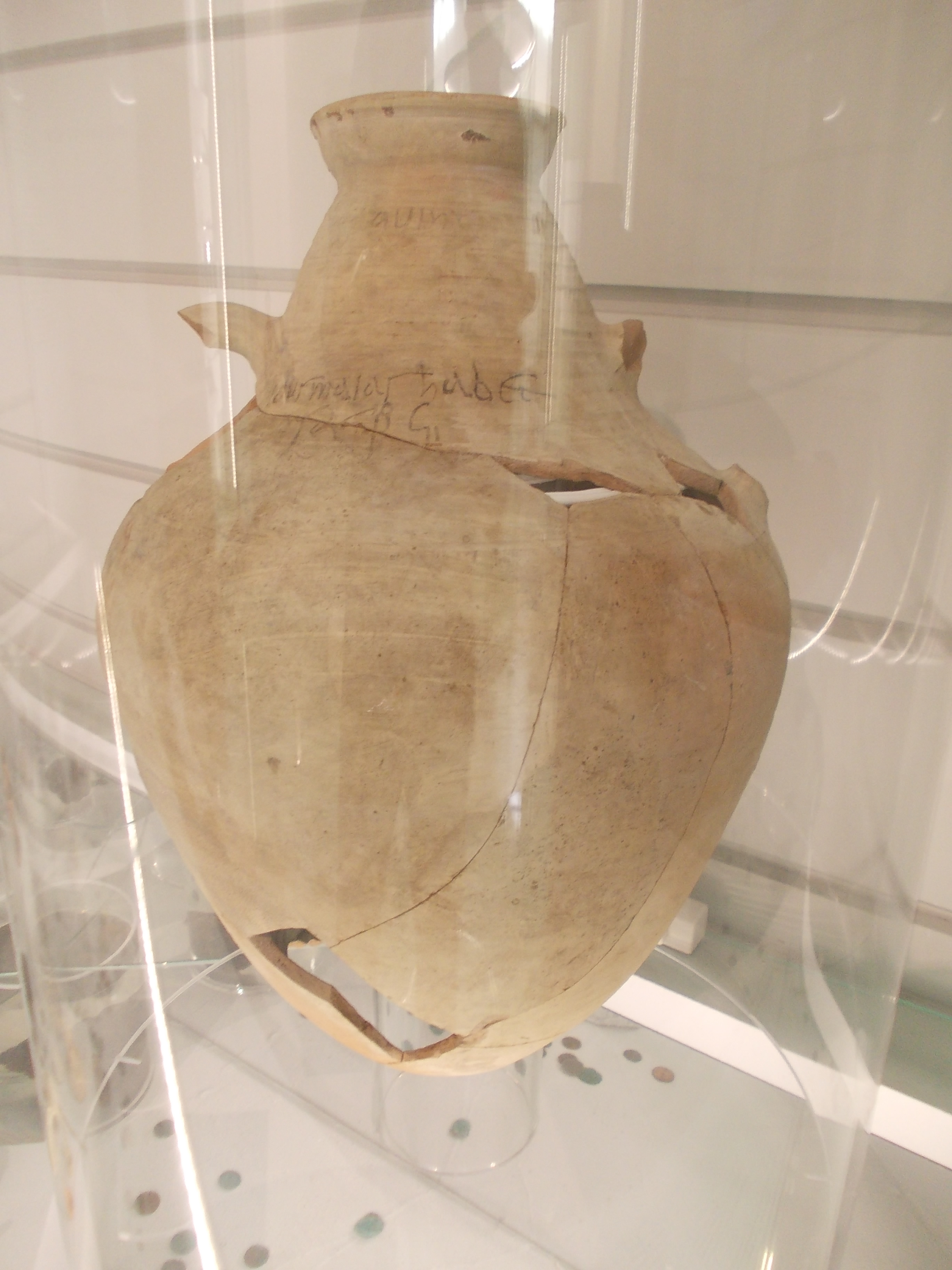
Amphore trouvée à la fontaine d'Anna Perenna.
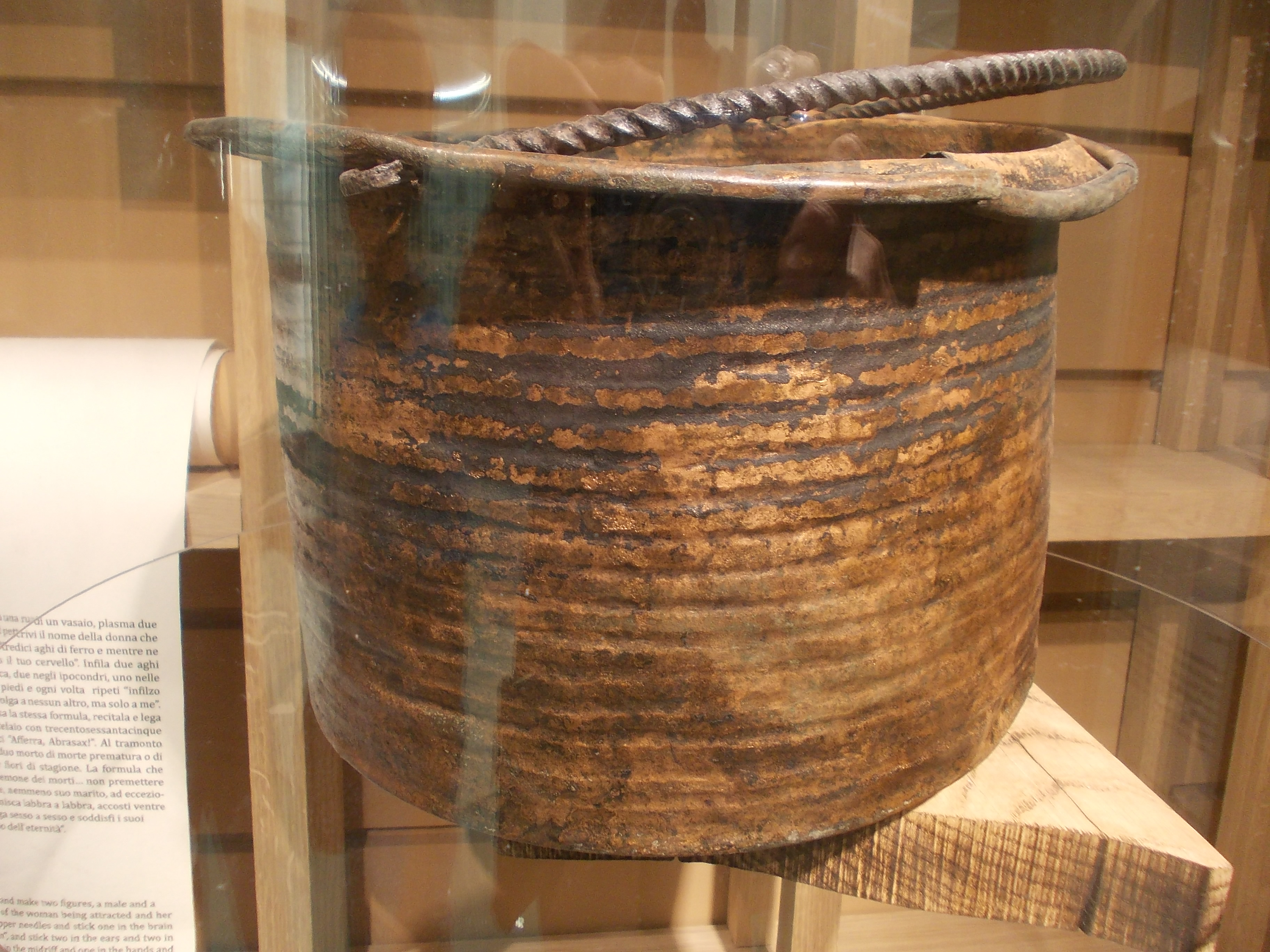
Chaudron en cuivre utilisé pour des rites magiques (caccabus) trouvé à la fontaine d'Anna Perenna.